# Oscar Drude
Pour les articles homonymes, voir Drude.
Carl Georg Oscar Drude (* le 5 juin 1852 à Brunswick ; † le 1er février 1933 à Dresde) est un botaniste allemand. Fils d'un médecin, il est le demi-frère du physicien Paul Drude.
Oscar Drude, directeur du Jardin botanique de Dresde a travaillé étroitement avec Adolf Engler (1844-1930).

## Publications
- O. Drude (1884), Die Florenreiche der Erde : Darstellung der gegenwärtigen Verbreitungsverhältnisse der Pflanzen ; Ein Beitrag zur vergleichenden Erdkunde. Ergänzungsheft N°74, Petermanns Mitteilungen, Gotha, Justus Perthes.
- O. Drude (1887), Atlas der Pflanzenverbreitung. Berghaus’ Physikalischer Atlas, Abteilung V, Gotha, Justus Perthes.
- O. Drude (1890), Handbuch der Pflanzengeographie. Bibliothek Geographischer Handbücher (ed. by F. Ratzel). Verlag J. Engelhorn, Stuttgart, traduit en français par Georges Poirault, Manuel de géographie botanique, 1897